# Gene Golub
Gene Howard Golub (Chicago, 29 de febrero de 1932 – Stanford (California), 16 de noviembre de 2007) fue un analista numérico estadounidense que dio clases en la Universidad de Stanford como profesor de ciencia informática Fletcher Jones.

## Vida y obra
Sus padres eran judíos pobres, inmigrantes en los años 20 del siglo XX de Ucrania y de Letonia, respectivamente, y él tuvo que trabajar desde los doce años, sin dejar los estudios. En 1951 comenzó sus estudios de matemáticas en la Universidad de Chicago, pero en 1953 se trasladó a la Universidad de Illinois en Urbana-Champaign. Obtuvo el doctorado en 1959 con una tesis de análisis numérico y, a continuación, obtuvo una beca de la National Science Foundation para estar un curso en la Universidad de Cambridge.
En 1965, después de diferentes trabajos breves en laboratorios de California y en el Instituto Courant, fue contratado por la Universidad de Stanford, donde trabajó hasta su muerte en 2007.
Soltero empedernido, a mediados de los 90 sorprendió a todo el mundo casándose con una antigua conocida londinense de Cambridge. Desgraciadamente, el matrimonio duró poco y ella volvió a Londres.
Sus trabajos de investigación revolucionaron totalmente el campo de la teoría de la computación. Los más de 175 artículos científicos que publicó sobre álgebra lineal numérica muestran una profundidad de pensamiento, una creatividad y una productividad que aportaron algoritmos computacionales importantes y nuevas aplicaciones de los métodos de matrices. Su libro Matrix Computations (1983), coescrito con Charles van Loan, se convirtió en un bestseller y el texto definitivo sobre la materia. Sus descubrimientos en los métodos de descomposición en valores singulares (DSV, según sus siglas en inglés) aún se utilizan en la actualidad. También hizo aportaciones importantes en los métodos interactivos para resolver sistemas lineales, polinomios ortogonales, modelaje estadístico y problemas de valores propios.